# Coco (bactéria)
Cocos  (do grego κόκκος, transl.  kokkos: 'grão', 'semente', 'baga') são  bactérias de forma esférica, ovoide ou arredondada. Quando agrupadas aos pares, recebem o nome de diplococos. Quando o agrupamento constitui uma cadeia de cocos, estes são denominados estreptococos. Cocos em grupos irregulares, lembrando cachos de uva, recebem a designação de estafilococos.